# Campeonato de Fórmula E de 2016–17
O Campeonato de Fórmula E de 2016–17 foi a terceira temporada do campeonato de automobilismo para veículos elétricos reconhecido pela Federação Internacional de Automobilismo (FIA), como a categoria mais alta entre as competições de monopostos elétricos. Começou em 9 de outubro de 2016 no inédito ePrix de Hong Kong (China) e terminou na também inédita corrida dupla de Montreal (Canadá) no dia 30 de julho de 2017. Essa temporada teve duas etapas a mais que a anterior.
Sébastien Buemi iniciou a temporada defendendo o título de campeão de pilotos depois de garantir sua primeira conquista no ePrix de Londres de 2016. Sua equipe, a Renault e.dams, começou a temporada como a equipe campeã, tendo conquistado seu segundo título consecutivo no mesmo evento.
O piloto da ABT Schaeffler Audi Sport, Lucas Di Grassi, sagrou-se campeão na corrida de encerramento da temporada, em Montreal, conquistando 181 pontos. A Renault e.dams conquistou seu terceiro Campeonato de Equipes consecutivo, à frente da ABT Schaeffler Audi Sport e da Mahindra Racing.

## Pilotos e equipes
Os três primeiros colocados da temporada de 2016–17:
| Campeão                   | Vice-campeão    | Terceiro lugar                 |
| ------------------------- | --------------- | ------------------------------ |
|                           |                 |                                |
| Lucas Di Grassi           | Sébastien Buemi | Felix Rosenqvist               |
| ABT Schaeffler Audi Sport | Renault e.dams  | Mahindra Racing Formula E Team |

Os seguintes pilotos e equipes participaram do Campeonato de Fórmula E de 2016–17:
| ABT Schaeffler Audi Sport    | Spark-Abt Sportsline | ABT Schaeffler FE02    | 11 | Lucas Di Grassi        | Todas      |
| ABT Schaeffler Audi Sport    | Spark-Abt Sportsline | ABT Schaeffler FE02    | 66 | Daniel Abt             | Todas      |
| DS Virgin Racing             | Spark-DS             | DS Virgin DSV-02       | 2  | Sam Bird               | Todas      |
| DS Virgin Racing             | Spark-DS             | DS Virgin DSV-02       | 37 | José María López       | 1–8, 11–12 |
| DS Virgin Racing             | Spark-DS             | DS Virgin DSV-02       | 37 | Alex Lynn              | 9–10       |
| Faraday Future Dragon Racing | Spark-Penske         | Penske 701-EV          | 7  | Jérôme d'Ambrosio      | Todas      |
| Faraday Future Dragon Racing | Spark-Penske         | Penske 701-EV          | 6  | Loïc Duval             | 1–5, 7–12  |
| Faraday Future Dragon Racing | Spark-Penske         | Penske 701-EV          | 6  | Mike Conway            | 6          |
| Mahindra Racing              | Spark-Mahindra       | Mahindra M3Electro     | 23 | Nick Heidfeld          | Todas      |
| Mahindra Racing              | Spark-Mahindra       | Mahindra M3Electro     | 19 | Felix Rosenqvist       | Todas      |
| MS Amlin Andretti Formula E  | Spark-Andretti       | Andretti ATEC-02       | 27 | Robin Frijns           | Todas      |
| MS Amlin Andretti Formula E  | Spark-Andretti       | Andretti ATEC-02       | 28 | António Félix da Costa | Todas      |
| NextEV NIO                   | Spark-NEXTEV         | NEXTEV TCR Formula 002 | 3  | Nelson Piquet Jr.      | Todas      |
| NextEV NIO                   | Spark-NEXTEV         | NEXTEV TCR Formula 002 | 88 | Oliver Turvey          | Todas      |
| Panasonic Jaguar Racing      | Spark-Jaguar         | Jaguar I-Type 1        | 47 | Adam Carroll           | Todas      |
| Panasonic Jaguar Racing      | Spark-Jaguar         | Jaguar I-Type 1        | 20 | Mitch Evans            | Todas      |
| Renault e.dams               | Spark-Renault        | Renault Z.E 16         | 8  | Nicolas Prost          | Todas      |
| Renault e.dams               | Spark-Renault        | Renault Z.E 16         | 9  | Sébastien Buemi        | 1–8, 11–12 |
| Renault e.dams               | Spark-Renault        | Renault Z.E 16         | 9  | Pierre Gasly           | 9–10       |
| Techeetah                    | Spark-Renault        | Renault Z.E 16         | 25 | Jean-Éric Vergne       | Todas      |
| Techeetah                    | Spark-Renault        | Renault Z.E 16         | 33 | Ma Qing Hua            | 1–3        |
| Techeetah                    | Spark-Renault        | Renault Z.E 16         | 33 | Esteban Gutierrez      | 4–6        |
| Techeetah                    | Spark-Renault        | Renault Z.E 16         | 33 | Stephane Sarrazin      | 7–12       |
| Venturi Formula E Team       | Spark-Venturi        | Venturi VM200-FE-02    | 4  | Stéphane Sarrazin      | 1–6        |
| Venturi Formula E Team       | Spark-Venturi        | Venturi VM200-FE-02    | 4  | Tom Dillmann           | 7–12       |
| Venturi Formula E Team       | Spark-Venturi        | Venturi VM200-FE-02    | 5  | Maro Engel             | 1–5, 7–12  |
| Venturi Formula E Team       | Spark-Venturi        | Venturi VM200-FE-02    | 5  | Tom Dillmann           | 6          |
| Source:                      |                      |                        |    |                        |            |

### Mudanças nas equipes
- A fabricante de automóveis Jaguar anunciou seu retorno ao automobilismo em dezembro de 2015 com uma equipe própria pela primeira vez desde que a empresa se retirou da Fórmula 1 no final de 2004 e entrou na categoria em colaboração com a Williams Grand Prix Engineering, como um meio de expansão de seu portfólio de veículos elétricos.[20]

- A Dragon Racing fabricou seu próprio trem de força depois de usar um fornecido pela Venturi na temporada anterior.[7] Em julho de 2016, a Dragon entrou em parceria técnica com a Faraday Future, uma startup estadunidense, para as quatro temporadas seguintes, com opção por mais quatro anos após a expiração do contrato em vigor.[21]

- A Andretti anunciou que havia firmado uma parceria técnica de dois anos com a BMW, permitindo que a fabricante alemã se familiarizasse com a categoria em vista de uma potencial equipe de fábrica para a temporada de 2018-19, dependendo do progresso da Fórmula E.[22]

- Após um período de incerteza, Aguri Suzuki, chefe da Team Aguri, anunciou que deixaria a equipe em abril de 2016, quando o pessoal sênior entrou "em um período de consulta" sobre uma futura mudança de proprietário.[23] Na semana anterior ao ePrix de Londres de 2016, a empresa chinesa de patrimônio público e capital de risco China Media Capital anunciou que havia comprado a Team Aguri e estabeleceria uma nova entidade para substituir a estrutura existente da Team Aguri.[24] A entidade foi publicamente nomeada de Techeetah algumas semanas depois da retirada oficial da Team Aguri da Fórmula E.[25] O pessoal sênior da Team Aguri, incluindo o chefe de equipe, Mark Preston, manteve seus cargos na Techeetah,[26] e os carros usaram trens de força personalizados da Renault.[27]

- A Trulli Formula E Team se retirou da categoria após ter sido impedida de despachar componentes vitais para a corrida de abertura da temporada em Pequim, e de não ter testado antes da corrida da etapa seguinte em Putrajaia, permitindo assim que a Jaguar entrasse no campeonato.[28]

## Calendário
As seguintes corridas foram realizadas como parte do Campeonato de Fórmula E de 2016–17:
| Corrida | ePrix                     | País           | Data                    |
| ------- | ------------------------- | -------------- | ----------------------- |
| 1       | ePrix de Hong Kong        | Hong Kong      | 9 de outubro de 2016    |
| 2       | ePrix de Marraquexe       | Marrocos       | 12 de novembro de 2016  |
| 3       | ePrix de Buenos Aires     | Argentina      | 18 de fevereiro de 2017 |
| 4       | ePrix da Cidade do México | México         | 1º de abril de 2017     |
| 5       | ePrix de Mônaco           | Mónaco         | 13 de maio de 2017      |
| 6       | ePrix de Paris            | França         | 20 de maio de 2017      |
| 7       | ePrix de Berlim           | Alemanha       | 10 de junho de 2017     |
| 8       | ePrix de Berlim           | Alemanha       | 11 de junho de 2017     |
| 9       | ePrix de Nova Iorque      | Estados Unidos | 15 de julho de 2017     |
| 10      | ePrix de Nova Iorque      | Estados Unidos | 16 de julho de 2017     |
| 11      | ePrix de Montreal         | Canadá         | 29 de julho de 2017     |
| 12      | ePrix de Montreal         | Canadá         | 30 de julho de 2017     |
| Fonte:  |                           |                |                         |

### Mudanças no calendário
- O calendário foi divulgado pela FIA em 3 de julho de 2016. A temporada teve 12 corridas e contou com quatro cidades debutantes, são elas: Hong Kong, Marraquexe, Montreal e Nova Iorque. Mônaco voltou ao calendário após um ano. As cidades de Moscou, Long Beach, Pequim, Putrajaya e Punta del Este perderam o direito de sediar uma etapa. Enquanto Londres procurava uma nova sede para seu ePrix.

## Resultados e classificações

### ePrix
| Etapa | Corrida          | Pole position     | Volta mais rápida | Vencedor         | Equipe                    | Descrição |
| ----- | ---------------- | ----------------- | ----------------- | ---------------- | ------------------------- | --------- |
| 1     | Hong Kong        | Nelson Piquet Jr. | Felix Rosenqvist  | Sébastien Buemi  | Renault e.dams            | Descrição |
| 2     | Marraquexe       | Felix Rosenqvist  | Loïc Duval        | Sébastien Buemi  | Renault e.dams            | Descrição |
| 3     | Buenos Aires     | Lucas Di Grassi   | Felix Rosenqvist  | Sébastien Buemi  | Renault e.dams            | Descrição |
| 4     | Cidade do México | Oliver Turvey     | Sébastien Buemi   | Lucas Di Grassi  | ABT Schaeffler Audi Sport | Descrição |
| 5     | Mônaco           | Sébastien Buemi   | Sam Bird          | Sébastien Buemi  | Renault e.dams            | Descrição |
| 6     | Paris            | Sébastien Buemi   | Sam Bird          | Sébastien Buemi  | Renault e.dams            | Descrição |
| 7     | Berlim           | Lucas Di Grassi   | Mitch Evans       | Felix Rosenqvist | Mahindra Racing           | Descrição |
| 8     | Berlim           | Felix Rosenqvist  | Maro Engel        | Sébastien Buemi  | Renault e.dams            | Descrição |
| 9     | Nova Iorque      | Alex Lynn         | Maro Engel        | Sam Bird         | DS Virgin Racing          | Descrição |
| 10    | Nova Iorque      | Sam Bird          | Daniel Abt        | Sam Bird         | DS Virgin Racing          | Descrição |
| 11    | Montreal         | Lucas Di Grassi   | Loïc Duval        | Lucas Di Grassi  | ABT Schaeffler Audi Sport | Descrição |
| 12    | Montreal         | Felix Rosenqvist  | Nico Prost        | Jean-Éric Vergne | Techeetah                 | Descrição |

### Sistema de pontuação
Os pontos foram concedidos para os dez primeiros colocados em cada corrida, para o pole position e, também, para o piloto que marcasse a volta mais rápida, usando o seguinte sistema:
| 1º | 2º | 3º | 4º | 5º | 6º | 7º | 8º | 9º | 10º | P | V |
| -- | -- | -- | -- | -- | -- | -- | -- | -- | --- | - | - |
| 25 | 18 | 15 | 12 | 10 | 8  | 6  | 4  | 2  | 1   | 3 | 1 |

### Classificação do Campeonato de Pilotos
| Pos.   | Piloto                 | HKG  | MAR | BUE | MEX | MON  | PAR  | BER  | BER | NIQ  | NIQ  | MNT  | MNT | Ptos. |
| ------ | ---------------------- | ---- | --- | --- | --- | ---- | ---- | ---- | --- | ---- | ---- | ---- | --- | ----- |
| 1      | Lucas Di Grassi        | 2*   | 5*  | 3*  | 1*  | 2*   | Ret* | 2*   | 3*  | 4*   | 5*   | 1*   | 7*  | 181   |
| 2      | Sébastien Buemi        | 1*   | 1*  | 1*  | 13* | 1*   | 1*   | DSQ* | 1*  | NP   | NP   | DSQ* | 11* | 157   |
| 3      | Felix Rosenqvist       | 15   | 3   | 18  | 16† | 6    | 4    | 1    | 2   | 15   | 2    | 9    | 2   | 127   |
| 4      | Sam Bird               | 13   | 2   | Ret | 3   | Ret  | 16   | 7    | 7   | 1    | 1    | 5    | 4   | 122   |
| 5      | Jean-Éric Vergne       | Ret  | 8   | 2   | 2   | Ret  | Ret  | 8    | 6   | 2    | 8    | 2*   | 1   | 117   |
| 6      | Nicolas Prost          | 4    | 4   | 4   | 5   | 9    | 5    | 5    | 8   | 8    | 6    | 6    | Ret | 93    |
| 7      | Nick Heidfeld          | 3    | 9   | 15  | 12  | 3    | 3    | 3    | 10  | Ret  | 3*   | Ret  | 5   | 88    |
| 8      | Daniel Abt             | Ret  | 6*  | 7*  | 7*  | 7    | 13†* | 6*   | 4*  | 14†* | Ret* | 4    | 6*  | 67    |
| 9      | José María López       | Ret* | 10  | 10  | 6   | Ret  | 2    | 4    | 5   | NP   | NP   | Ret  | 3   | 65    |
| 10     | Stéphane Sarrazin      | 10   | 12  | 12  | 15  | 15†* | 10   | 11   | 14  | 3    | 12†  | 3    | 8   | 36    |
| 11     | Nelson Piquet Jr.      | 11   | 16  | 5   | 9   | 4    | 7    | 12   | 12  | 11   | 16†  | 13   | 16  | 33    |
| 12     | Oliver Turvey          | 8    | 7   | 9   | Ret | 13†  | 12   | 10   | 9   | 6    | 14   | 15   | 17  | 26    |
| 13     | Robin Frijns           | 6    | 11  | 14  | 11  | 12   | 6    | 17   | 18  | 9    | 9    | 8    | 13  | 24    |
| 14     | Mitch Evans            | Ret  | 17  | 13  | 4   | 10   | 9    | Ret  | 17  | Ret  | Ret  | 7    | 12  | 22    |
| 15     | Loïc Duval             | 14   | 18  | 6   | Ret | Ret  | NP   | 15   | Ret | 5    | 13†  | Ret  | 19† | 20    |
| 16     | Pierre Gasly           |      |     |     |     |      |      |      |     | 7    | 4    |      |     | 18    |
| 17     | Maro Engel             | 9    | Ret | Ret | Ret | 5    | NP   | 9    | Ret | Ret  | Ret  | 12   | 18  | 16    |
| 18     | Jérôme d'Ambrosio      | 7    | 13  | 8   | 14  | Ret  | Ret  | 13   | 13  | Ret  | 10   | 11   | 9   | 13    |
| 19     | Tom Dillmann           |      |     |     |     |      | 8    | 18   | 15  | 13   | 7    | 10   | 10  | 12    |
| 20     | António Félix da Costa | 5    | Ret | 11  | Ret | 11   | Ret  | 16   | 11  | 12   | 15   | 14   | 15  | 10    |
| 21     | Adam Carroll           | 12   | 14  | 17  | 8   | 14   | 15   | 14   | 16  | 10   | 11   | 16   | 14  | 5     |
| 22     | Esteban Gutiérrez      |      |     |     | 10  | 8    | 11   |      |     |      |      |      |     | 5     |
| 23     | Alex Lynn              |      |     |     |     |      |      |      |     | Ret  | Ret  |      |     | 3     |
| 24     | Mike Conway            |      |     |     |     |      | 14   |      |     |      |      |      |     | 0     |
| 25     | Ma Qing Hua            | Ret  | 15  | 16  |     |      |      |      |     |      |      |      |     | 0     |
| Pos.   | Piloto                 | HKG  | MAR | BUE | MEX | MON  | PAR  | BER  | BER | NIQ  | NIQ  | MNT  | MNT | Ptos. |
| Fonte: |                        |      |     |     |     |      |      |      |     |      |      |      |     |       |

| Cor      | Resultado                      |
| -------- | ------------------------------ |
| Ouro     | Vencedor                       |
| Prata    | 2º lugar                       |
| Bronze   | 3º lugar                       |
| Verde    | Terminou, nos pontos           |
| Azul     | Terminou, sem pontos           |
| Azul     | Terminou, sem classificar (NC) |
| Púrpura  | Retirou-se (Ret)               |
| Vermelho | Não qualificado (NQ)           |
| Vermelho | Não pré-qualificado (NPQ)      |
| Preto    | Desqualificado (DSQ)           |
| Branco   | Não largou (NL)                |
| Branco   | Desistência (WD)               |
| Branco   | Corrida cancelada (C)          |
| Sem cor  | Não participou (NP)            |
| Sem cor  | Excluído (EX)                  |

† – O piloto não terminou o ePrix, mas foi classificado por ter completado mais de 90% da distância da corrida.

### Classificação do Campeonato de Equipes
| Pos.   | Equipe            | No. | HKG | MAR | BUE | MEX | MON | PAR | BER | BER | NIQ | NIQ | MNT | MNT | Ptos. |
| ------ | ----------------- | --- | --- | --- | --- | --- | --- | --- | --- | --- | --- | --- | --- | --- | ----- |
| 1      | Renault e.dams    | 8   | 4   | 4   | 4   | 5   | 9   | 5   | 5   | 8   | 8   | 6   | 6   | Ret | 268   |
| 1      | Renault e.dams    | 9   | 1   | 1   | 1   | 13  | 1   | 1   | DSQ | 1   | 7   | 4   | DSQ | 11  | 268   |
| 2      | ABT Audi Sport    | 11  | 2   | 5   | 3   | 1   | 2   | Ret | 2   | 3   | 4   | 5   | 1   | 7   | 248   |
| 2      | ABT Audi Sport    | 66  | Ret | 6   | 7   | 7   | 7   | 13† | 6   | 4   | 14† | Ret | 4   | 6   | 248   |
| 3      | Mahindra Racing   | 19  | 15  | 3   | 18  | 16† | 6   | 4   | 1   | 2   | 15  | 2   | 9   | 2   | 215   |
| 3      | Mahindra Racing   | 23  | 3   | 9   | 15  | 12  | 3   | 3   | 3   | 10  | Ret | 3   | Ret | 5   | 215   |
| 4      | Virgin Racing     | 2   | 13  | 2   | Ret | 3   | Ret | 16  | 7   | 7   | 1   | 1   | 5   | 4   | 190   |
| 4      | Virgin Racing     | 37  | Ret | 10  | 10  | 6   | Ret | 2   | 4   | 5   | Ret | Ret | Ret | 3   | 190   |
| 5      | Techeetah         | 25  | Ret | 8   | 2   | 2   | Ret | Ret | 8   | 6   | 2   | 8   | 2   | 1   | 156   |
| 5      | Techeetah         | 33  | Ret | 15  | 16  | 10  | 8   | 11  | 11  | 14  | 3   | 12† | 3   | 8   | 156   |
| 6      | NextEV NIO        | 3   | 11  | 16  | 5   | 9   | 4   | 7   | 12  | 12  | 11  | 16† | 13  | 16  | 59    |
| 6      | NextEV NIO        | 88  | 8   | 7   | 9   | Ret | 13† | 12  | 10  | 9   | 6   | 14  | 15  | 17  | 59    |
| 7      | MS Amlin Andretti | 27  | 6   | 11  | 14  | 11  | 12  | 6   | 17  | 18  | 9   | 9   | 8   | 13  | 34    |
| 7      | MS Amlin Andretti | 28  | 5   | Ret | 11  | Ret | 11  | Ret | 16  | 11  | 12  | 15  | 14  | 15  | 34    |
| 8      | Dragon Racing     | 6   | 14  | 18  | 6   | Ret | Ret | 14  | 15  | Ret | 5   | 13† | Ret | 19† | 33    |
| 8      | Dragon Racing     | 7   | 7   | 13  | 8   | 14  | Ret | Ret | 13  | 13  | Ret | 10  | 11  | 9   | 33    |
| 9      | Venturi           | 4   | 10  | 12  | 12  | 15  | 15† | 10  | 18  | 15  | 13  | 7   | 10  | 10  | 30    |
| 9      | Venturi           | 5   | 9   | Ret | Ret | Ret | 5   | 8   | 9   | Ret | Ret | Ret | 12  | 18  | 30    |
| 10     | Jaguar Racing     | 20  | Ret | 17  | 13  | 4   | 10  | 9   | Ret | 17  | Ret | Ret | 7   | 12  | 27    |
| 10     | Jaguar Racing     | 47  | 12  | 14  | 17  | 8   | 14  | 15  | 14  | 16  | 10  | 11  | 16  | 14  | 27    |
| Pos.   | Equipe            | No. | HKG | MAR | BUE | MEX | MON | PAR | BER | BER | NIQ | NIQ | MNT | MNT | Ptos. |
| Fonte: |                   |     |     |     |     |     |     |     |     |     |     |     |     |     |       |

| Cor      | Resultado                      |
| -------- | ------------------------------ |
| Ouro     | Vencedor                       |
| Prata    | 2º lugar                       |
| Bronze   | 3º lugar                       |
| Verde    | Terminou, nos pontos           |
| Azul     | Terminou, sem pontos           |
| Azul     | Terminou, sem classificar (NC) |
| Púrpura  | Retirou-se (Ret)               |
| Vermelho | Não qualificado (NQ)           |
| Vermelho | Não pré-qualificado (NPQ)      |
| Preto    | Desqualificado (DSQ)           |
| Branco   | Não largou (NL)                |
| Branco   | Desistência (WD)               |
| Branco   | Corrida cancelada (C)          |
| Sem cor  | Não participou (NP)            |
| Sem cor  | Excluído (EX)                  |